# Sint-Joriskerk (Eben)

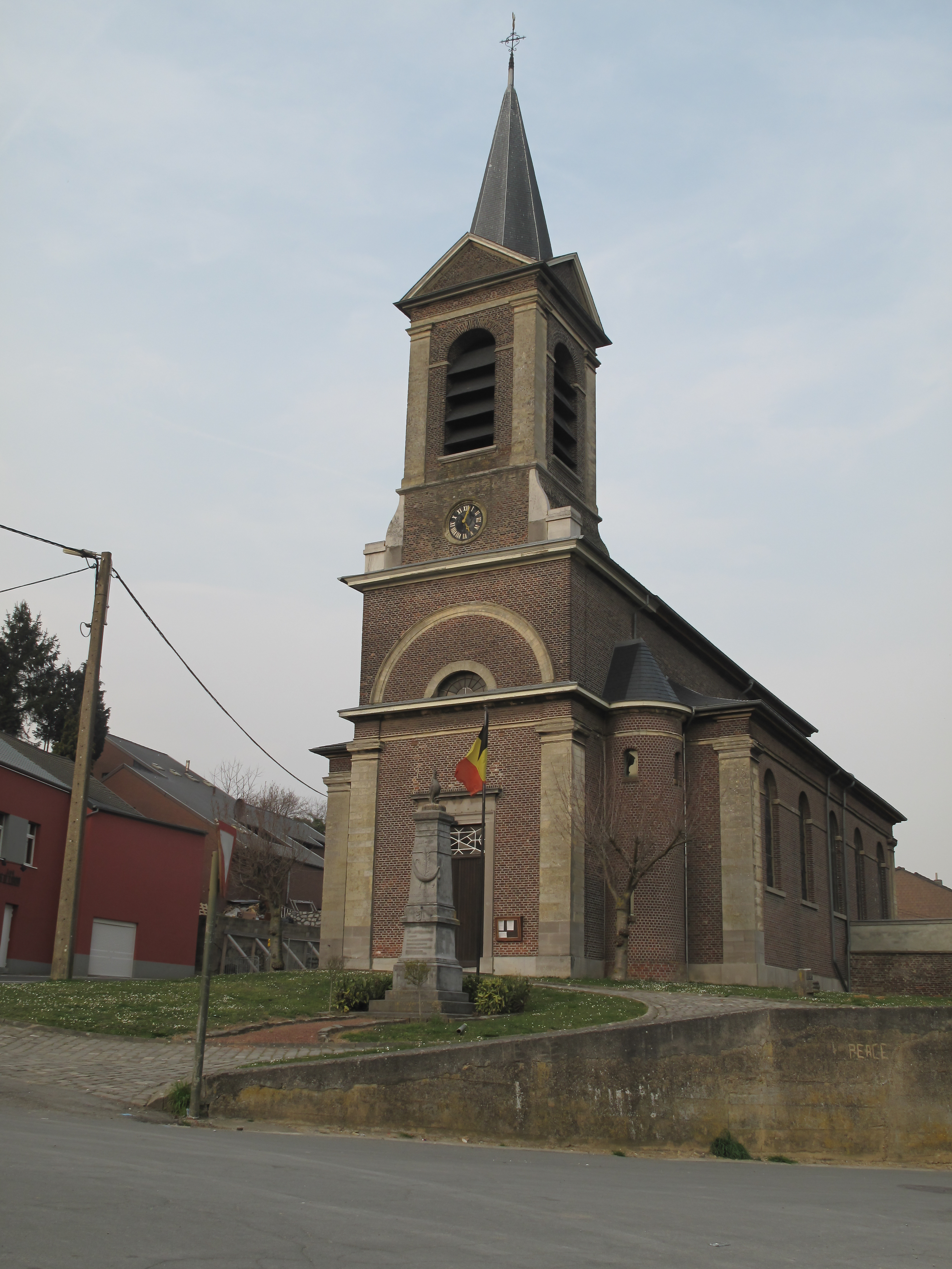
Sint-Joriskerk

De Sint-Joriskerk (Église Saint-Georges) is de parochiekerk van Eben, gelegen aan de Rue d'Eben te Eben-Emael in de Belgische provincie Luik.
Deze driebeukige bakstenen kerk is gebouwd in empirestijl en heeft natuurstenen versieringen. De voorgevel wordt bekroond door een vierkant torentje met vier topgevels en een achthoekige spits.
De kerk bezit een 17e-eeuwse apostelbalk, terwijl op het kerkhof vier 17e-eeuwse grafkruisen te vinden zijn.

## Galerij

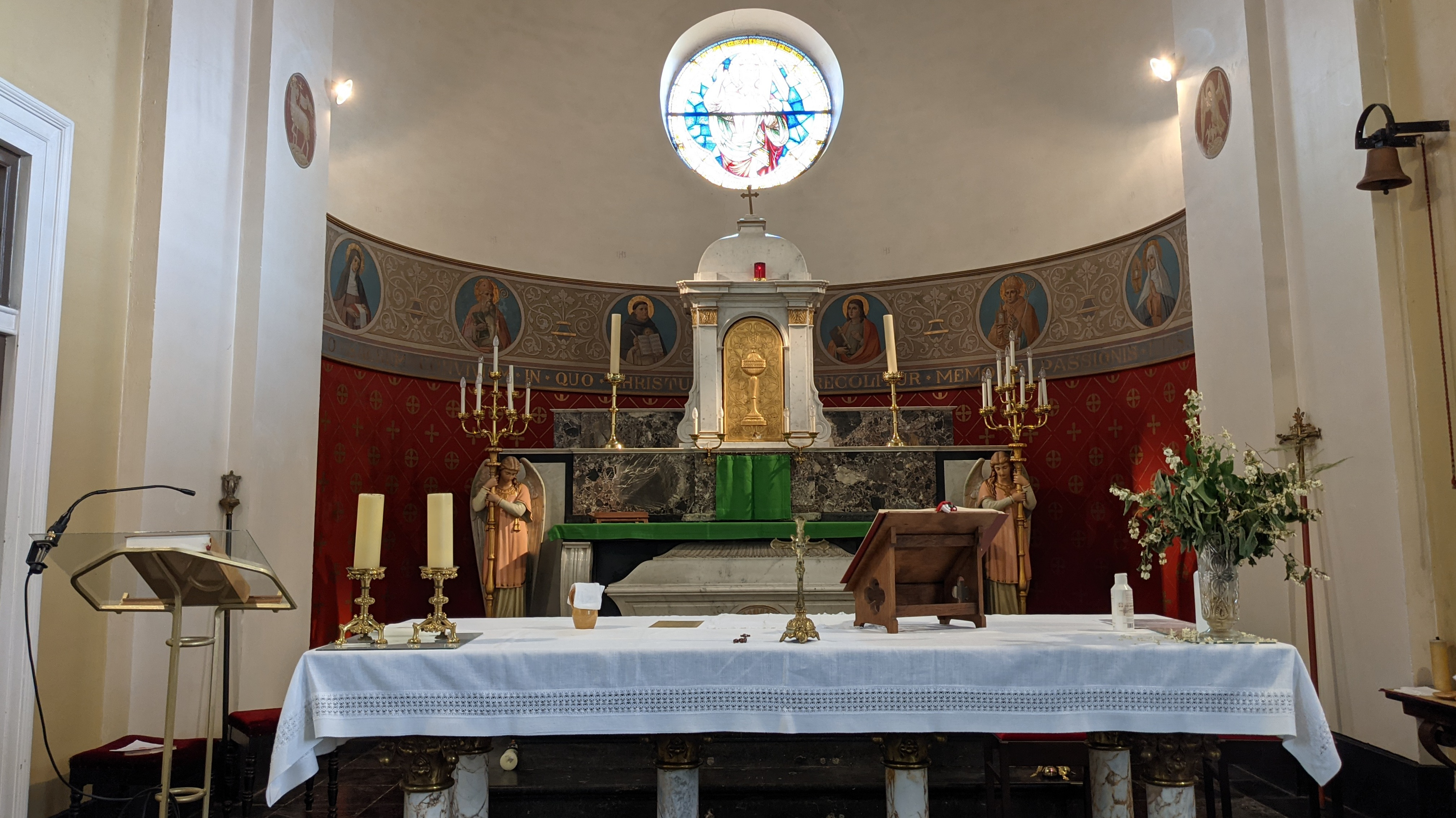
Het priesterkoor
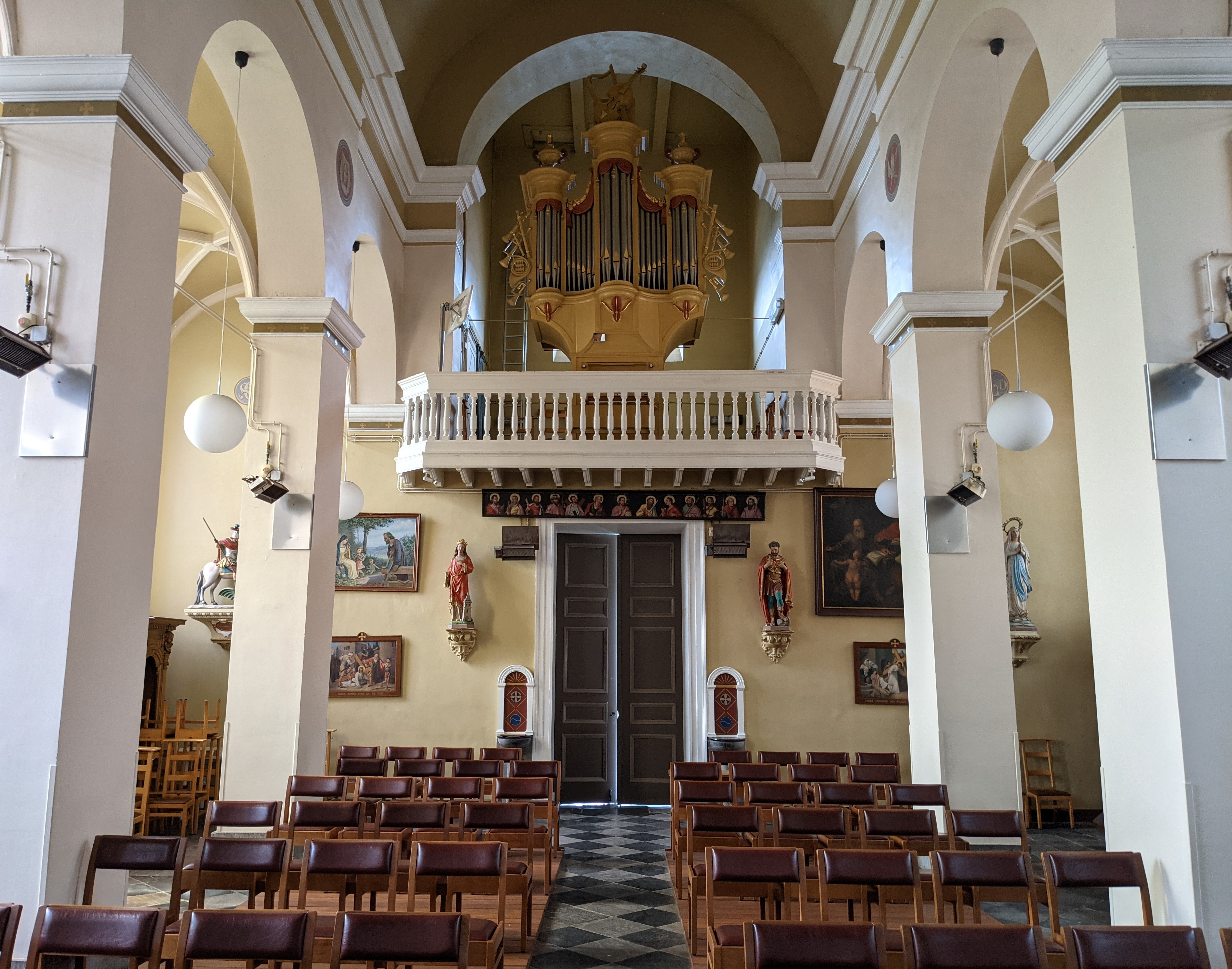
Kerkorgel en apostelbalk
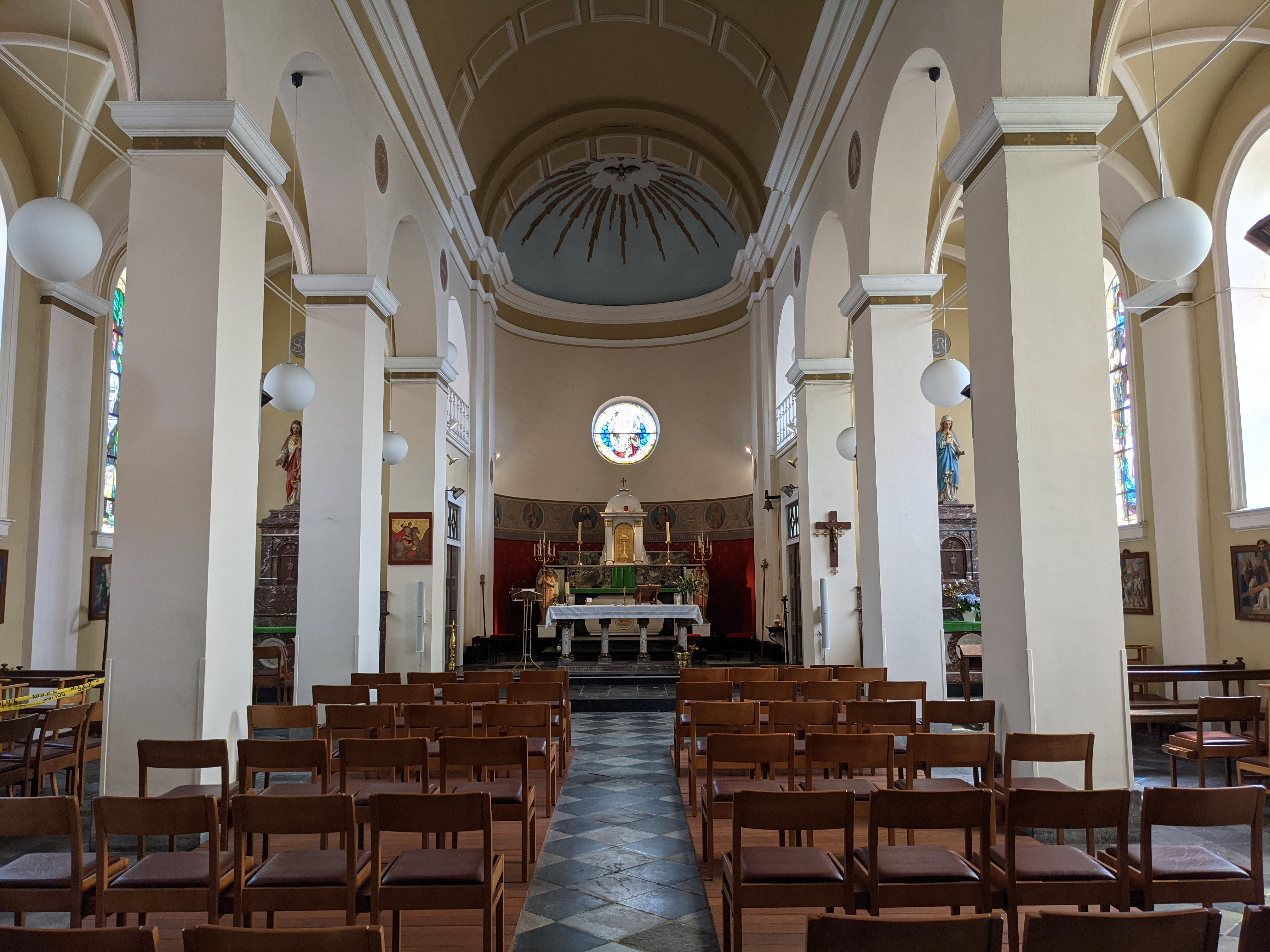
Kerkschip